# Chontacuro
O chontacuro, também chamado mayón, é um prato típico da região amazônica do Equador, composto basicamente por vermes presentes nas palmeiras chamadas "chontaduro", mais conhecidas no Brasil como "popunhas". Os indígenas consideram a iguaria como uma boa fonte de proteína e gordura animal. Em território equatoriano, o consumo ocorre especialmente na província de Napo.